# Schöma CFL-250 DV-R
Die Typenreihe CFL-250 DV-R von Schöma ist eine zweiachsige Diesellokomotive mit hydraulischer Kraftübertragung. Je eine Lokomotive wurde 1981 und 1991 gebaut. Eine Lokomotive ist bei der Delmenhorst-Harpstedter Eisenbahn beheimatet.

## Geschichte und Einsatz
Die erste Maschine wurde 1981 an die Michelin Reifenwerke AG in Bad Kreuznach verkauft und war dort bis 1994 mit der Inventarnummer 1 im Einsatz. Anschließend wurde sie in die Schweiz verkauft.
Die zweite Lokomotive wurde 1991 an die Delmenhorst-Harpstedter Eisenbahn geliefert und trug dort die Hauptlast im Güterverkehr. Verwendet wurde sie besonders für die Anschlussbahn Adelheide und zur Feldwebel-Lilienthal-Kaserne, wo sie mit ihrer Funkfernsteuerung und automatischer Kupplung im Einmannbetrieb im Rangierdienst eingesetzt werden konnte. Die Lokomotive trägt im deutschen Fahrzeugeinstellungsregister die NVR-Nummer 98 80 0991 001-5 D-DHE.

## Konstruktive Merkmale
Die Lokomotiven wurden nach den Gesichtspunkten von Schienenfahrzeugen von der Industrie gemeinsam mit dem Bundesverband Deutscher Eisenbahnen im Verband Deutscher Verkehrsunternehmen entwickelt. Die Vorbautenlokomotive mit Mittelführerstand besitzt einen größeren Vorbau für die Maschinenanlage und einen kleineren, schmaleren Vorbau für die Hilfsbetriebe. Die Vorbauten sind mit Geländern gesichert, der Führerstand besitzt in Fahrtrichtung ein großes Fenster und nur einen Aufstieg vom rechten hinteren Umlauf.
Die Maschinenanlage besteht aus einem Dieselmotor von MTU Friedrichshafen und einem Strömungsgetriebe von Voith. Nach dem Wendegetriebe werden die Antriebsräder mit Gelenkwellen angetrieben.